# Clionella liltvedi
Clionella liltvedi is een slakkensoort uit de familie van de Clavatulidae. De wetenschappelijke naam van de soort is voor het eerst geldig gepubliceerd in 1985 door Kilburn.